# Parthina vierra
Parthina vierra är en nattsländeart som beskrevs av Donald G. Denning 1973. Parthina vierra ingår i släktet Parthina och familjen böjrörsnattsländor. Inga underarter finns listade i Catalogue of Life.